# Discographie de Park Hyo-shin
Le chanteur sud-coréen Park Hyo-shin a sorti sept albums studio, un album live, trois compilations, un album de reprises et vingt singles.

## Albums

### Albums studio
| Titre                                                                              | Détails sur l'album | Meilleure position | Ventes         |
| Titre                                                                              | Détails sur l'album | COR                | Ventes         |
| ---------------------------------------------------------------------------------- | --- | ------------------ | -------------- |
| Things I Can't Do For You coréen : 해줄 수 없는 일                                 | - Date de sortie: décembre 1999 - Label: Shinchon Music - Format: CD, cassette, téléchargement                         | —                  | - COR: 446 943 |
| Second Story                                                                       | - Date de sortie: 19 janvier 2001 - Label: Shinchon Music - Format: CD, cassette, téléchargement                       | —                  | - COR: 375 798 |
| Time Honored Voice                                                                 | - Date de sortie: 13 septembre 2002 - Label: Shinchon Music - Format: CD, cassette, téléchargement                     | —                  | - COR: 479 717 |
| Soul Tree                                                                          | - Date de sortie: 19 avril 2004 - Label: T Entertainment - Format: CD, cassette, téléchargement                        | —                  | - COR: 168 055 |
| The Breeze of Sea                                                                  | - Date de sortie: 29 janvier 2007 - Label: Nawon Entertainment, T Entertainment - Format: CD, cassette, téléchargement | —                  | - COR: 61 800  |
| Gift                                                                               | Part 1 - Date de sortie: 15 septembre 2009 - Label: Jellyfish Entertainment, Mnet Media - Format: CD, téléchargement   | 39                 | - COR: 57 027  |
| Gift                                                                               | Part 2 - Date de sortie: 13 décembre 2010 - Label: Jellyfish Entertainment, Mnet Media - Format: CD, téléchargement    | 1                  | - COR: 57 027  |
| I am A Dreamer                                                                     | - Date de sortie: 3 octobre 2016 - Label: Glove Entertainment, LOEN Entertainment - Format: CD, téléchargement         | 3                  | - COR: 41 275  |
| "—" signifie que l'album ne s'est pas classé ou n'est pas sorti dans cette région. | |                    |                |

### Albums live
| Titre                                                                              | Détails sur l'album                                                                         | Meilleure position | Ventes |
| Titre                                                                              | Détails sur l'album                                                                         | COR                | Ventes |
| ---------------------------------------------------------------------------------- | ------------------------------------------------------------------------------------------- | ------------------ | ------ |
| Next Destination...New York                                                        | - Date de sortie: 22 décembre 2005 - Label: Shinchon Music - Format: CD+DVD, téléchargement | —                  |        |
| "—" signifie que l'album ne s'est pas classé ou n'est pas sorti dans cette région. |                                                                                             |                    |        |

### Compilations
| Titre                                                                              | Détails sur l'album                                                                              | Meilleure position | Ventes        |
| Titre                                                                              | Détails sur l'album                                                                              | COR                | Ventes        |
| ---------------------------------------------------------------------------------- | ------------------------------------------------------------------------------------------------ | ------------------ | ------------- |
| Park Hyo Shin Best Voice =2003-1999                                                | - Date de sortie: 30 octobre 2003 - Label: Shinchon Music - Format: CD, cassette, téléchargement | —                  | - COR: 32 608 |
| The Gold                                                                           | - Date de sortie: 20 avril 2009 - Label: Shinchon Music - Format: CD, téléchargement             | —                  |               |
| Gift E.C.H.O                                                                       | - Date de sortie: 22 mars 2012 - Label: Jellyfish Entertainment - Format: CD, téléchargement     | 7                  | - COR: 6 241  |
| "—" signifie que l'album ne s'est pas classé ou n'est pas sorti dans cette région. |                                                                                                  |                    |               |

### Albums de reprises
| Titre                                                                              | Détails sur l'album                                                                           | Meilleure position | Ventes        |
| Titre                                                                              | Détails sur l'album                                                                           | COR                | Ventes        |
| ---------------------------------------------------------------------------------- | --------------------------------------------------------------------------------------------- | ------------------ | ------------- |
| Neo Classicism                                                                     | - Date de sortie: 2 juin 2005 - Label: T Entertainment - Format: CD, cassette, téléchargement | —                  | - COR: 53 960 |
| "—" signifie que l'album ne s'est pas classé ou n'est pas sorti dans cette région. |                                                                                               |                    |               |

## Singles

### En tant qu'artiste principal
| Titre                                                                                | Année | Meilleure position | Ventes            | Album                                                |
| Titre                                                                                | Année | COR                | Ventes            | Album                                                |
| ------------------------------------------------------------------------------------ | ----- | ------------------ | ----------------- | ---------------------------------------------------- |
| "Things I Can't Do For You" coréen : 해줄 수 없는 일                                 | 1999  | —                  |                   | Things I Can't Do for You                            |
| "Fool" coréen : 바보                                                                 | 1999  | —                  |                   | Things I Can't Do for You                            |
| "Far Away" coréen : 먼곳에서                                                         | 2001  | —                  |                   | Second Story                                         |
| "Good Person" coréen : 좋은사람                                                      | 2002  | —                  |                   | Time-Honored Voice                                   |
| "Standing There" coréen : 그 곳에 서서                                               | 2004  | —                  |                   | Soul Tree                                            |
| "Scattered Days" coréen : 흩어진 나날들                                              | 2005  | —                  |                   | Neo Classicism                                       |
| "Memories Resembles Love" coréen : 추억은 사랑을 닮아                                | 2007  | —                  |                   | The Breeze of Sea                                    |
| "The Castle Of Zoltar"                                                               | 2008  | —                  |                   | Hwang Project Vol.1 - Welcome to the Fantastic World |
| "After Love" coréen : 사랑한 후에                                                    | 2009  | —                  |                   | Gift - Part 1                                        |
| "Goodbye Love" coréen : 안녕 사랑아                                                  | 2010  | 9                  |                   | Gift - Part 2                                        |
| "I Promise You" coréen : 사랑이 고프다                                               | 2010  | 5                  |                   | Gift - Part 2                                        |
| "Overcoming Myself" coréen : 나를 넘는다                                             | 2012  | —                  |                   | single sans album                                    |
| "Wild Flower" coréen : 야생화                                                        | 2014  | 1                  | - COR: 3 388 190  | single sans album                                    |
| "Happy Together"                                                                     | 2014  | 1                  | - COR: 870 433    | single sans album                                    |
| "Shine Your Light"                                                                   | 2015  | 2                  | - COR: 530 148    | single sans album                                    |
| "Breath" coréen : 숨                                                                 | 2016  | 1                  | - COR: 1 125 267+ | I am A Dreamer                                       |
| "Home"                                                                               | 2016  | 6                  | - COR: 474 063+   | I am A Dreamer                                       |
| "Beautiful Tomorrow"                                                                 | 2016  | 7                  | - COR: 386 514+   | I am A Dreamer                                       |
| "Sound of Winter" coréen : 겨울소리                                                  | 2018  | 1                  |                   | single sans album                                    |
| "The Other Day" coréen : 별 시(別 時)                                                | 2018  | 5                  |                   | single sans album                                    |
| "—" signifie que le single ne s'est pas classé ou n'est pas sorti dans cette région. |       |                    |                   |                                                      |

### En collaboration
| Titre | Année | Meilleure position | Album                                       |
| Titre | Année | COR                | Album                                       |
| --- | ----- | ------------------ | ------------------------------------------- |
| "Gyeonghuileul Nae Pume" (경희를 내 품에) (avec Rain, Kim Tae-woo, Lyn)                                   | 2010  | —                  | single sans album                           |
| "Christmas Time" (avec Sung Si-kyung, Seo In-guk, Brian Joo, Kim Hyung-joon, Lisa, Kyun Woo, Park Hak-ki) | 2010  | 25                 | Jelly Christmas (single)                    |
| "I Live Like This" (나 이러고 살아) (avec Skull)                                                          | 2012  | 20                 | single sans album                           |
| "Because It's Christmas" (크리스마스니까) (avec Sung Si-kyung, Seo In-guk, Lee Seok-hoon, VIXX)           | 2012  | 1                  | Jelly Christmas 2012 Heart Project (single) |
| "Winter Propose" (겨울 고백) (avec Sung Si-kyung, Seo In-guk, VIXX, Little Sister)                        | 2013  | 1                  | Jelly Christmas 2013 (single)               |
| "—" signifie que le single ne s'est pas classé ou n'est pas sorti dans cette région.                      |       |                    |                                             |

## Autres chansons classées
| "Beautiful Day" (feat. Skull)                                                         | 2010 | 74 | Gift Part 2  |
| "Tears Are About To Shed" (눈물 날려 그래)                                            | 2010 | 47 | Gift Part 2  |
| "Only U"                                                                              | 2010 | 59 | Gift Part 2  |
| "Love Barista" (러브 바리스타) (feat. Seo In-guk)                                     | 2010 | 68 | Gift Part 2  |
| "It's Strange" (Acoustic Ver.) (이상하다)                                             | 2012 | 19 | Gift E.C.H.O |
| "—" signifie que le morceau ne s'est pas classé ou n'est pas sorti dans cette région. |      |    |              |

## Autres apparitions notables
| Titre                                                            | Année | Autres artiste(s) | Album                                     |
| ---------------------------------------------------------------- | ----- | ----------------- | ----------------------------------------- |
| "Legendary Love" (전설속의 사랑)                                 | 2000  | Hwayobi           | My All                                    |
| "Its Gonna Be Rolling"                                           | 2000  | Lee So-ra         | Flower                                    |
| "It's Only My World" (그것만이 내 세상)                          | 2001  | Kwon In-ha        | A Tribute To Deulgukhwa                   |
| "Buried Pain" (묻어버린 아픔)                                    | 2001  | NC                | Remake Op.1 (What Are You Doing Tomorrow) |
| "More Than That" (그 보다 더)                                    | 2002  | Kim Hyeon-Cheol   | ...And Kim Hyeon-Cheol                    |
| "Lovers of Heaven" (천국의 연인들)                               | 2002  | Jeon So-young     | Killing Me Softly                         |
| "Thank You My Friend"                                            | 2002  | NC                | 2002 "Soccer Festival"                    |
| "When Love Comes" (사랑이 올 때...)                              | 2004  | Lyn               | Can U See The Bright                      |
| "If You"                                                         | 2004  | Ann               | Phoenix Rising                            |
| "With You"                                                       | 2006  | Lisa              | Mind Blowin'                              |
| "Prayer" (기도)                                                  | 2006  | MC Mong           | The Way I Am                              |
| "Midsummer Snowman" (한여름 눈사람)                              | 2009  | Kim Hyung-joong   | Polaroid                                  |
| "Rudolph the Red-Nosed Reindeer / We Wish You a Merry Christmas" | 2010  | Lyn               | Winter's Melody                           |
| "Love & Heaven"                                                  | 2011  | Jeon So-young     | Non-album single                          |

## Bandes-son
| Titre                                                                                 | Année | Meilleure position | Album                      |
| Titre                                                                                 | Année | COR                | Album                      |
| ------------------------------------------------------------------------------------- | ----- | ------------------ | -------------------------- |
| "If We Meet Again" (다시 만난다면)                                                    | 2004  | —                  | My Brother OST             |
| "Snow Flower" (눈의 꽃)                                                               | 2004  | 164                | I'm Sorry, I Love You OST  |
| "Sorrow" (애상)                                                                       | 2007  | —                  | Dae Jo Yeong OST           |
| "Hwashin" (화신)                                                                      | 2008  | —                  | Iljimae OST                |
| "I Love You" (널 사랑한다)                                                            | 2010  | 3                  | Athena: Goddess of War OST |
| "It's You"                                                                            | 2013  | 2                  | Marry Him If You Dare OST  |
| "—" signifie que le morceau ne s'est pas classé ou n'est pas sorti dans cette région. |       |                    |                            |

## Clips
| Titre                       | Année |
| --------------------------- | ----- |
| "Things I Can't Do For You" | 1999  |
| "Fool"                      | 1999  |
| "Far Away"                  | 2001  |
| "Yearning"                  | 2001  |
| "Good Person"               | 2002  |
| "Standing There"            | 2004  |
| "Because I'm a Common Man"  | 2004  |
| "If We Meet Again"          | 2004  |
| "Snow Flower"               | 2004  |
| "Scattered Days"            | 2005  |
| "Memories Resemble Love"    | 2007  |
| "Let's Hate"                | 2007  |
| "Sorrow"                    | 2007  |
| "The Castle of Zoltar"      | 2008  |
| "After Love"                | 2009  |
| "Wishing For You"           | 2010  |
| "I Love You"                | 2010  |
| "Goodbye Love"              | 2010  |
| "Christmas Time"            | 2010  |
| "I Promise You"             | 2010  |
| "Tears Are About To Shed"   | 2011  |
| "Because It's Christmas"    | 2011  |
| "It's You"                  | 2011  |
| "Winter Propose"            | 2013  |
| "Wild Flower"               | 2014  |
| "Happy Together"            | 2014  |
| "Shine Your Light"          | 2015  |
| "Breath"                    | 2016  |
| "Beautiful Tomorrow"        | 2016  |
| "Home"                      | 2016  |